# Romulanci
Romulanci su rasa iz naučno-fantastičnog serijala "Zvezdane staze".
Romulanci su daleki rođaci Vulkanaca. Imaju iste fizičke osobine kao Vulkanci, ali za razliku od njih ne potiskuju emocije. Veoma su agresivna vrsta i teže prevlasti nad kvadrantom. Romulanci su prva vrsta koja je otkrila uređaj za skrivanje (cloaking device). Nekada davno Romulanci su živeli takođe na Vulkanu. No, kada je Surakova filozofija koja potiče korištenje logike i potiskivanje emocija postala dominantna na planetu Vulkanu, skupina Surakovih neistomišljenika je otišla i nastanila se na planetama Romulusu i Remusu. Postoji velika sličnost između Romulanaca i Rimskog carstva (senat, car, konzuli, dvojni planet Romulus i Remus).

## Fiziologija
Romulanci imaju špicaste uši, a njihova krv je zasnovana na bakru i zelene je boje. Romulansko srce je sive boje. Kao i Vulkanci, Romulanci uglavnom imaju crnu kosu.

## Vlada
Romulanska vlada je slična vladi Rimske republike pre nego što je postala Rimsko carstvo
1.Senat - Senatom zapoveda Pretor, praćen Prokonzulom. Senat ne zaseda 3.dan u Romulanskoj nedelji.
2.Komitet - Romulanski komitet sadrži 9 članova. Samo za Pretora je zagarantovano mesto u komitetu dok ostali moraju da se takmiče da bi ga zaslužili.

## Tehnologija
Romulanci koriste ometače, fotonska torpeda, plazma torpeda i njihovu karakterističnu tehnologiju za skrivanje. Već u 22. veku poseduju naperdnu holo-tehnologiju. Dobro su poznati po svojim plazma torpedima koja koriste super-sabijenu plazmu sa probuše trup neprijateljskog broda. Plazma torpedo je najmoćnije torpedo u Alfa kvadrantu. Osim što nanosi veliku štetu neprijateljskim brodovima takođe i troši puno energije pa se Romulanski brodovi moraju otkriti pre nego što ih ispale.Još jedna mana plazma torpeda je to što imaju mali domet.

## Istorija

### Poreklo
Oko 400. godine Vulkanci koji nisu prihvatili Surakovo učenje napustili su Vulkan i započeli dug put prema Romulusu.

### 22. vek
Cilj Romulanskog Zvezdanog Carstva je osvajanje. 2152. godine ljudi su prvi put sreli Romulance kada je Enterprajz NX naleteo na Romulansko minsko polje. Romulanci su primetili saradnju između ljudi, Vulkanaca, Andorijanaca i Telarita i uvideli da će im to biti prepreka u osvajanju pa su pokušali da ih zavade. 2156. počeo je rat između ljudi i Romulanaca. Obe strane su koristile nuklearno oružje. 2160. ljudi i Romulanci su potpisali mirovni sporazum i odredili neutralnu zonu širine 1 svetlosne godine.

### 23. vek
Koristeći prikriven brod Romulanci su prekršili sporazum iz 2160. i napali nekoliko federacijskih stanica 2266. godine. USS Enterprise NCC-1701 je pratio romulanski brod i uništio ga. 2267. Klingoncima su sklopili savez sa Romulancima u zamenu sa tehnologiju za skrivanje. 2293. romulanski ambasador u federaciji pokušava da sabotira mir između federacije i Klingonskog carstva,ali je otkriven i biva uhapšen.

### 24. vek
2311. Romulanci napadaju federaciju i umire hiljade ljudi i Romulanaca. 2344. Romulanci napadaju klingonsku stanicu Narendra 3. Iste godine uz pomoć klingonskog izdajnika ubijaju ili zarobljavaju sve stanovnike na jednoj od klingonskih planeta. Ovi događaji dovešće do Klingonsko-Romulanskog rata. 2366. godine Enterprajz-D zasedaju 2 romulanska broda, ali je Enterprajz bio praćen od strane 3 klingonske grabljivice i Romulanci su se povukli.

### Dominionski rat
2371. godine Romulanci su dali federaciji tehnologiju za skrivanje pod uslovom de bude korišćena samo u Gama kvadrantu. Romulansko-Klingonsko-Federacijski savez se probio kroz Dominionove front linije i stigli do Kardasijanske matične planete gde se odigrala bitka. Dominion je pobeđivao sve dok Kardasijanci nisu okrenuli svoju flotu protiv Dominiona. Posle ove bitke Dominion je poražen i time se završio Dominionski rat.